# Sonnenheim
Sonnenheim er et album af de danske neofolk-band Of the Wand & the Moon. Det blev udgivet i 2005 gennem Heiðrunar Myrkrunar.

## Trackliste
1. "Black Moth" – 5:15
2. "Nighttime in Sonnenheim" – 2:08
3. "Summer Solstice" – 3:07
4. "Honour" – 4:59
5. "My Black Faith" – 2:58
6. "Wonderful Wonderful Sun" – 2:14
7. "Hollow Upon Hollow" – 2:42
8. "Camouflage" – 5:07
9. "Lieblos Hin Zur Dunkelheit" – 2:33
10. "Hail Hail Hail II" – 2:40
11. "Here's an Ode" – 3:16
12. "I Shall Feast" – 3:48
13. "Like Wolves" – 2:55
14. "Winter Solstice" – 10:06

## Personale
- Kim Larsen – Guitar, vokal, keyboards
- Niels Rønne – ekstra keynoard
- Fenella Overgaard – baggrundsvokal
- Andreas Ritter – vokal, baggrundsvokal, harmonika
- John van der Lieth – trommer, baggrundsvokal
- Morten Lybecker – guitar
- Lars Korsholm – bækken
- Louise Nipper – baggrundsvokal